# Рашковский, Илья Григорьевич
Илья́ Григорьевич Рашко́вский (род. 17 ноября 1984, Иркутск) — российский и французский пианист.

## Биография
Родился в семье инженера-химика, кандидата технических наук Григория Бенедиктовича Рашковского (род. 1953). Дед, Бенедикт Давидович Рашковский, был главным инженером Иркутской макаронной фабрики.
Начал заниматься музыкой в возрасте 5 лет, в 8 лет дебютировал с Иркутским камерным оркестром. В 1993—2000 годах учился в Новосибирской специальной музыкальной школе (класс профессора М. С. Лебензон). В 2000—2009 годах учился в Высшей школе музыки и театра в Ганновере (класс В. В. Крайнева), затем в Институте А. Корто (Париж) на отделениях фортепиано (класс М.Рыбицки), дирижирования и композиции.
Неоднократно выступал с В. В. Крайневым. Гастролировал в Германии, Франции, Украине, Японии, США. Участвовал в фестивалях La Roque d’Antheron (Франция), Шопена (Душники-Здруй, Польша), «Радость музыки» (Гонконг). Сотрудничал с Российским и Чешским национальными оркестрами, Национальным симфоническим оркестром Украины, Лондонским камерным оркестром, Филармоническим оркестром Гонконга.
Лауреат многих музыкальных конкурсов. С 2009 года живёт в Париже.
Диски пианиста выпущены на лейблах JVC, Naxos, Dux и других.

## Награды и признание
- 1998 — Гран-при Международного конкурса юных пианистов Владимира Крайнева (Харьков)[6]
- 2001 — 2-я премия Международного конкурса пианистов им. М.Лонг (Париж)[4][2]
- 2004 — 1-я премия 20-го Международного конкурса «Valsesia Musica» (Италия)[7]
- 2005 — 1-я премия 54-го Международного фортепианного конкурса Premio Jaén (Хаэн, Испания)[8]
- 2005 — 1 место на Международном конкурсе пианистов (Шопеновское общество, Гонконг)[2]
- 2007 — 4-я премия Конкурса имени королевы Елизаветы[9]
- 2010 — 2 место Международный конкурс пианистов имени Вианы да Мотта
- 2011 — 3-я премия Международного конкурса пианистов имени Артура Рубинштейна (Тель-Авив, Израиль)[3]
- 2012 — 1 место 8-го Международного конкурса пианистов в Хамамацу[3]
- 2014 — 2 место Международный конкурс пианистов имени Джордже Энеску